# José Guipe
José Guipe, destacado deportista venezolano de la especialidad de remo quien fue campeón de Centroamérica y del Caribe en Mayagüez 2010 y campeón suramericano en Medellín 2010.

## Trayectoria
La trayectoria deportiva de José Guipe se identifica por su participación en los siguientes eventos nacionales e internacionales:

### Juegos Suramericanos
Fue reconocido su desempeño como parte de la selección de  Venezuela en los juegos de Medellín 2010.

#### Juegos Suramericanos de Medellín 2010
Su desempeño en la novena edición de los juegos, con un total de 2 medallas:

- , Medalla de plata: Remo Doble Peso ligero Hombres
- , Medalla de plata: Remo Cuádruple Peso Ligero Hombres

### Juegos Centroamericanos y del Caribe
Fue reconocido su triunfo de ser el remero con el mayor número de medallas de la selección de  Venezuela 
en los juegos de Mayagüez 2010.

#### Juegos Centroamericanos y del Caribe de Mayagüez 2010
Su desempeño en la vigésima primera edición de los juegos, se identificó por ser remero con el mayor número de medallas entre todos los participantes del evento, con un total de 3 medallas:
- , Medalla de oro: LM1x
- , Medalla de plata: M1x
- , Medalla de plata: M2x